# Laurent Hénart
Laurent Hénart, né le 15 octobre 1968 à Laxou (Meurthe-et-Moselle), est un homme politique français.
Élu député de Meurthe-et-Moselle en 2002, il est secrétaire d'État chargé de l'Insertion professionnelle des jeunes de 2004 à 2005. Il est maire de Nancy et vice-président de la métropole du Grand Nancy de 2014 à 2020.
Membre de l’UMP puis de l’UDI, il préside le Parti radical de 2014 à 2024 ainsi que le Mouvement radical de 2017 à sa disparition en 2021.

## Biographie

### Études et carrière professionnelle
Laurent Hénart a étudié à la faculté de droit de Nancy, et est diplômé de l’Institut d’études politiques de Paris.
En 1993, après son service national, il devient collaborateur du groupe UDF à l'Assemblée nationale. Il rejoint ensuite, en 1998, comme juriste d’entreprise, la banque SNVB.
En 2012, il bénéficie de la procédure permettant aux anciens ministres d'exercer la profession d'avocat et prête serment au barreau de Nancy. Après sa défaite aux élections municipales de 2020 à Nancy, il rejoint le cabinet GB2A Avocats en tant qu’avocat associé.

### Parcours politique

#### Débuts
Laurent Hénart fusionne les deux mouvements de jeunes du Parti radical pour former le mouvement des Jeunes Radicaux en 1991, alors qu'il est étudiant à Sciences-Po.
En 1995, il est élu conseiller municipal de Nancy sur la liste d'André Rossinot, puis obtient la délégation de la jeunesse et du monde associatif. En 2001, il devient adjoint au maire, chargé de la culture et de la jeunesse. Il revalorise l'opéra de Nancy obtenant le label "opéra national" du ministère de la Culture et de la Communication en 2006. Il pilote également le chantier du centre régional des musiques actuelles, baptisé L'Autre Canal, qui ouvre ses portes en 2007.

#### Élections législatives de 2002

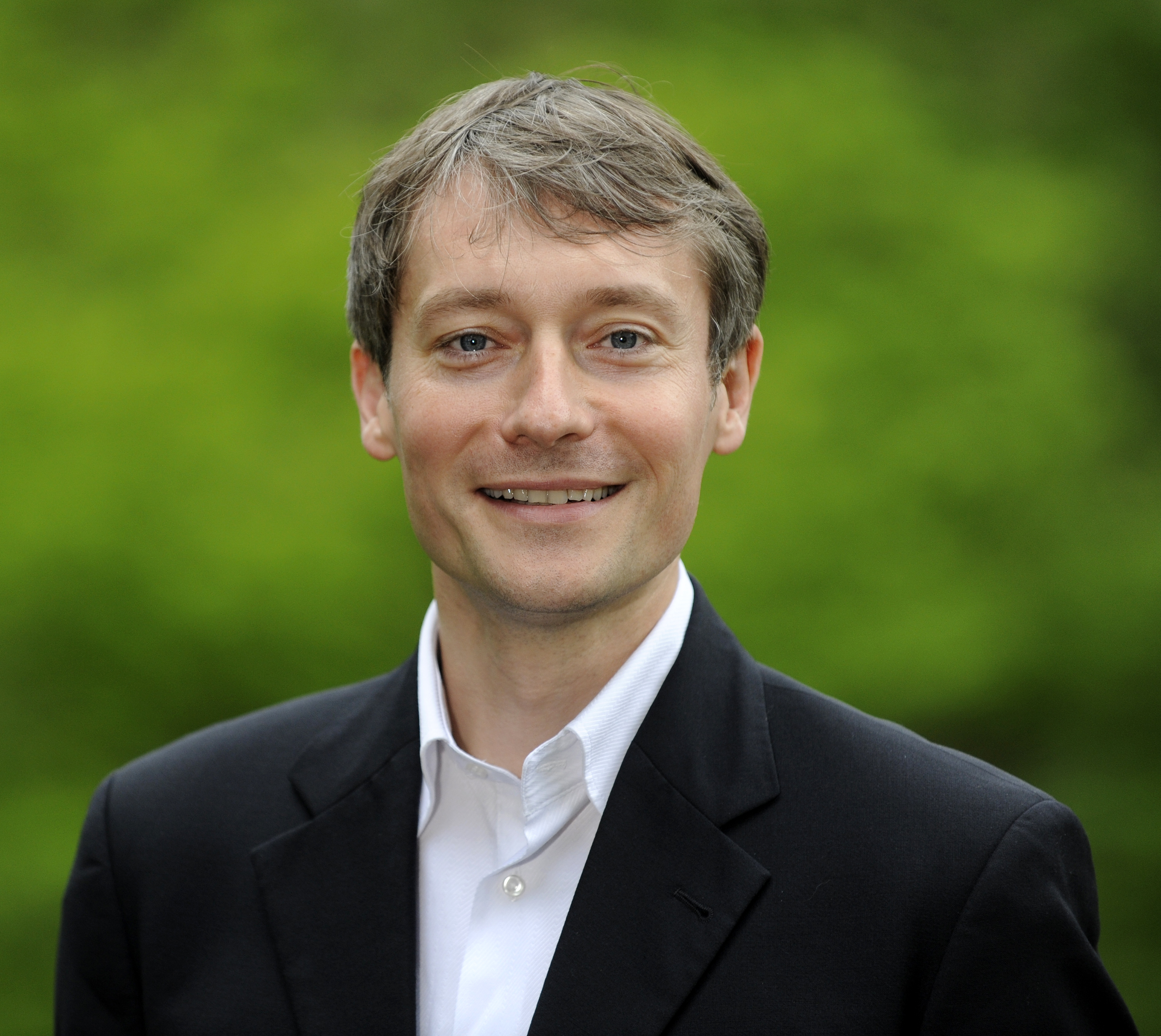
Laurent Hénart dans les années 2000.

Laurent Hénart se présente aux élections législatives de 2002 dans la 1re circonscription de Meurthe-et-Moselle et est élu avec 54 % des suffrages face au député sortant, Jean-Jacques Denis (PS). Parmi les plus jeunes députés de l’Assemblée nationale, il est membre de la commission des Finances, et se fait connaître notamment pour son rapport sur le budget de l'enseignement supérieur, sur le mécénat et sur les lois de décentralisation.

#### Secrétaire d'État sous Chirac
Lors de la formation du gouvernement Jean-Pierre Raffarin III à la suite des élections régionales, il intègre le pôle « cohésion sociale » de Jean-Louis Borloo, en tant que secrétaire d'État à l'Insertion professionnelle des jeunes. Benjamin du gouvernement, il participe à l'élaboration du plan de cohésion sociale, et porte l'accent sur la revalorisation de l'apprentissage et de l’ensemble des formations en alternance, convaincu qu’il est nécessaire de renforcer les passerelles entre formation et monde du travail.

#### Retour à l'Assemblée nationale
À la suite de son éviction du gouvernement Dominique de Villepin en mai 2005, il provoque une élection législative partielle en septembre 2005 et est réélu, intégrant cette fois la commission des affaires sociales.
En janvier 2006, il est désigné comme rapporteur du projet de loi pour l'égalité des chances. Face à la crise provoquée par l’amendement gouvernemental sur le contrat première embauche, il est choisi avec trois autres parlementaires pour trouver une sortie de crise en négociation avec l’ensemble des partenaires sociaux, dont les représentants des organisations étudiantes.
Il est, à partir d’octobre 2005, et jusqu'à sa dissolution en 2014, président de l'Agence nationale des services à la personne. À sa tête, il lance avec Jean-Louis Borloo le chèque emploi service universel.
En juin 2007, Laurent Hénart est réélu député de la 1re circonscription de Meurthe-et-Moselle, en battant Mathieu Klein avec 50,80 % des suffrages. Il est membre du groupe d'études sur le problème du Tibet de Assemblée nationale.

#### Élections régionales de 2010

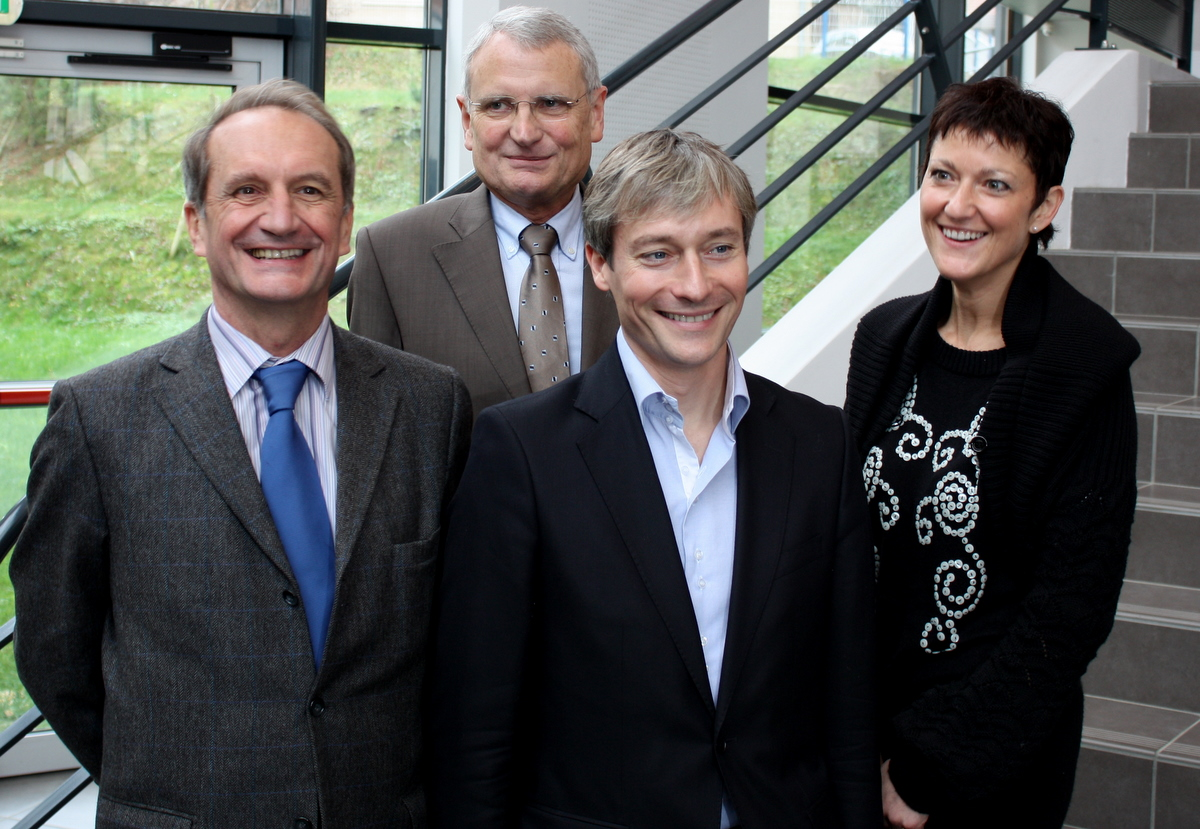
Laurent Hénart entouré des trois autres têtes de liste départementales de l’UMP en 2010 (Gérard Longuet, Gérard Cherpion et Anne Grommerch).

Laurent Hénart est désigné, le 22 mars 2009, par les militants UMP pour conduire la liste du parti majoritaire en Lorraine lors des élections régionales de 2010.
Il parvient à réunir autour de lui les personnalités UMP locales et sa liste, qui s'ouvre au Mouvement démocrate et au Nouveau Centre, reçoit le soutien du Parti radical de gauche, un cas unique en France. Pour ces élections, les têtes de listes départementales seront lui-même en Meurthe-et-Moselle, Anne Grommerch en Moselle, Gérard Cherpion dans les Vosges, et Gérard Longuet en Meuse.
Au second tour, la liste de Laurent Hénart se place en deuxième position avec 31,55 % des voix, contre 50,01 % pour la liste socialiste du président sortant Jean-Pierre Masseret et 18,44 % à la liste FN.

#### Défaite aux législatives de 2012
Lors du second tour des élections législatives de 2012, il perd son mandat face à la socialiste Chaynesse Khirouni, qui obtient 52,2 % des suffrages exprimés face à lui.

#### Maire de Nancy

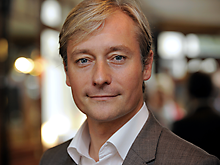
Laurent Hénart en 2014.

Le maire sortant de Nancy, André Rossinot, ne se représentant pas, Laurent Hénart se déclare candidat en vue de l'élection municipale de 2014. Il conduit une liste UDI-UMP-MoDeM, associant 29 personnalités issues de la société civile (sur 55 candidats) et du monde socio-économique. Sa liste l'emporte avec 52,91 % des voix face à celle de la gauche, conduite par Mathieu Klein. Il est élu maire de Nancy par le conseil municipal le 6 avril 2014.
Le 18 avril 2014, il devient troisième vice-président de la Métropole du Grand Nancy, délégué à l'attractivité et rayonnement du territoire, à l'accueil des entreprises.
Candidat à sa succession lors des élections municipales de 2020, sa liste obtient 45,5 % des voix, étant devancée par celle de Mathieu Klein dans un contexte de forte abstention (58 %).

#### Président du Parti radical
Il devient secrétaire général du Parti radical en 2006, puis secrétaire général de l'UDI conjointement avec Jean-Christophe Lagarde.
Après la démission de Jean-Louis Borloo, en avril 2014, il devient président du Parti radical par intérim. Candidat face à Rama Yade, il est élu président du parti le 22 juin suivant. Peu de temps après son élection, il est accusé par son adversaire de votes truqués. Rama Yade dénonce des irrégularités dans la liste des adhérents, gonflée, selon elle, en faveur du maire de Nancy. En mai 2015, le tribunal de grande instance de Paris déboute Rama Yade de sa plainte et la condamne à verser 51 000 euros de frais de justice à son parti et à Laurent Hénart.
Il soutient Alain Juppé pour la primaire présidentielle des Républicains de 2016. En mars 2017, dans le cadre de l'affaire Fillon, il appelle le candidat LR François Fillon à se retirer au profit d'Alain Juppé en vue de l'élection présidentielle,.
En juin 2017, il se déclare favorable à la réunification du Parti radical valoisien et du Parti radical de gauche. Le 12 novembre 2017, il est réélu président du parti avec 79 % des voix, dans le contexte de la fusion du parti avec le PRG à venir en décembre.
Fervent défenseur d'une réunification des deux partis radicaux (Parti radical valoisien et Parti radical de gauche), il déclare le 9 décembre 2017 à la tribune du congrès de Paris sur la réunification : « nos valeurs et notre analyse du monde sont les mêmes. Nos anciennes alliances sont obsolètes. Notre division n'a plus de sens. L'heure est venue d'être un mouvement politique indépendant, qui a vocation à se présenter à tous les scrutins sous ses couleurs ».
Par la suite, il copréside le Mouvement radical, issu de cette fusion, avec Sylvia Pinel. Début mars 2019, quelques ex-PRG qui deviendront le « PRG-Le centre gauche » quittent le mouvement tandis que d'autres resteront au sein du Mouvement radical. Le 9 mars, Laurent Hénart devient seul président du Mouvement radical qui deviendra le « Parti radical ».
Il est seizième sur la liste de la majorité présidentielle, « Besoin d'Europe », aux élections européennes de 2024. Mais la liste n'obtient que treize sièges, ce qui l'empêche d'être élu au Parlement européen.
Le 28 septembre 2024, il démissionne de la présidence du Parti radical, tout en restant membre de la direction de la formation. Il cède sa place à Nathalie Delattre, jusqu'alors secrétaire générale du parti.

#### Président du conseil d’administration de Voies navigables de France
Le 17 juillet 2019, il est nommé président du conseil d’administration de Voies navigables de France. Il est renouvelé le 29 janvier 2025.

## Détail des mandats et fonctions
- à partir du 19 juin 1995 : conseiller municipal de Nancy
- 2001-2014 : président de la réunion des opéras de France[25]
- 19 mars 2001 – 5 avril 2014 : adjoint au maire de Nancy
- depuis le 1er avril 2001 : membre de la communauté urbaine du Grand Nancy
- 19 juin 2002 – 30 avril 2004 ; 12 septembre 2005 – 19 juin 2012 : député de la première circonscription de Meurthe-et-Moselle
- 31 mars 2004 – 31 mai 2005 : secrétaire d'État chargé de l'Insertion professionnelle des jeunes, auprès du ministre de l'Emploi, du Travail et de la Cohésion sociale
- 6 avril 2014 – 5 juillet 2020 : maire de Nancy
- à partir du 18 avril 2014 : vice-président du Grand Nancy, délégué à l'attractivité et rayonnement du territoire, à l'accueil des entreprises
- 22 juin 2014 – 28 septembre 2024 : président du Parti radical
- 9 décembre 2017 – 12 septembre 2021 : président du Mouvement radical
- depuis le 17 juillet 2019 : président du conseil d'administration de Voies navigables de France (VNF)[26]

## Résultats électoraux

### Élections municipales
| Année | Nuance | Nuance | Commune | Position      | 1er tour | 1er tour | 1er tour | 2d tour | 2d tour | 2d tour | Sièges (CM) |
| Année | Nuance | Nuance | Commune | Position      | Voix     | %        | Rang     | Voix    | %       | Rang    | Sièges (CM) |
| ----- | ------ | ------ | ------- | ------------- | -------- | -------- | -------- | ------- | ------- | ------- | ----------- |
| 2014  |        | UD     | Nancy   | Tête de liste | 11 744   | 40,47    | 1er      | 15 418  | 52,91   | 1er     | 42 / 55     |
| 2020  |        | DVC    | Nancy   | Tête de liste | 6 348    | 34,70    | 2e       | 9 533   | 45,46   | 2e      | 12 / 55     |

## Décoration
- 2020 :  Chevalier de la Légion d'honneur[29]